# Elizabeth Stefan
Elizabeth Stefan (13 de maio de 1895 – 9 de abril de 2008) foi uma supercentenária húngara-americana. Ela era a pessoa mais velha nascida na Hungria. Durante sua vida, sua família já sabia que era, mas, como não havia registros para encontrar na Hungria, não tinham cem por cento de certeza.

## Biografia
Elizabeth Stefan, também conhecida como Tia Erzsi, nasceu em 13 de maio de 1895 em Szabolcsveresmart, Áustria-Hungria (agora Hungria). Em 1912, ela seguiu suas três irmãs para "a terra amada" dos Estados Unidos porque viveram na pobreza. Ela se casou com o húngaro, András Stefán, com quem ela teve três filhos.
No seu aniversário de 110 anos, foi mencionado que sua visão e sua audição se tornaram mais fracas. Além disso, seu aniversário foi um grande evento; não só na família, mas também na cidade de Norwalk, onde ela morava. O jornal local, The Hour, escreveu uma história inteira sobre isso.
Elizabeth Stefan morreu em 9 de abril de 2008 aos 112 anos e 332 dias. No momento de sua morte, ela era a 5.ª pessoa mais velha dos Estados Unidos e a 7.ª pessoa mais velha do mundo.